# دائرة سيدي علي
دائرة سيدي علي إحدى دوائر الجزائر التابعة لولاية مستغانم. عاصمتها هي سيدي علي و تضم بلديات سيدي علي و تازقايت و أولاد مع الله.

## قائمة الهياكل الشبانية في الدائرة
- دار الشباب سيدي علي  بلحميتي السنوسي
- م.ر.ج سيدي علي الشهيد حمو خواصة
- دار الشباب تازقايت بلحاجي مصطفى
- قاعة متعددة النشاطات تازقايت ياخو احمد